# Delémont (stad)
Delémont (Duits: Delsberg, Italiaans: Delemonte, Reto-Romaans: Delemunt) is de hoofdstad van het Zwitsers kanton Jura.
De gemeente heeft 11.590 inwoners (2010), ligt op 435 meter hoogte en omvat 2203 hectare (22.03 km²).
De stad ligt in het Jura-gebergte. De rivier de Sorne stroomt door de stad, vlak voordat deze rivier in de Birs stroomt.

## Geschiedenis
In 737 werd de stad de eerste keer in de literatuur genoemd, als in figo Delemonte, in 1139 als Telsperg, maar ook Laimunt en Deleymunt zijn oude benamingen. In 1289 kreeg de stad stadsrechten. Vanaf 1947 krijgen separistische krachten de overhand in Delémont. Tot dan maakte het grootste gedeelte van het kanton Jura nog deel uit van het kanton Bern. Per 1 januari 1979 is de stad de hoofdstad van het nieuwgevormde kanton Jura.

## Bezienswaardigheden
Bezienswaardigheden zijn, onder andere, het Jura-Museum, de oude stad, de Vijf bronnen, de Saint-Marcel kerk en het bisschopspaleis.

## Sport
Sports-Réunis de Delémont (SR Delémont) is de lokale voetbalclub.

## Geboren
- Anne Seydoux-Christe (1958-), politica